# Menlu He
Menlu He (kinesiska: 门鲁河) är ett vattendrag i Kina. Det ligger i provinsen Heilongjiang, i den nordöstra delen av landet, omkring 440 kilometer norr om provinshuvudstaden Harbin.
Genomsnittlig årsnederbörd är 759 millimeter. Den regnigaste månaden är juli, med i genomsnitt 203 mm nederbörd, och den torraste är januari, med 10 mm nederbörd.